# Chałymonowe
Chałymonowe (ukr. Халимонове) – wieś na Ukrainie, w obwodzie czernihowskim, w rejonie nieżyński, w hromadzie Bachmacz. W 2001 liczyła 880 mieszkańców, spośród których 859 wskazało jako ojczysty język ukraiński, 20 rosyjski, a 1 białoruski.